# Уэст-Порт (Эдинбург)

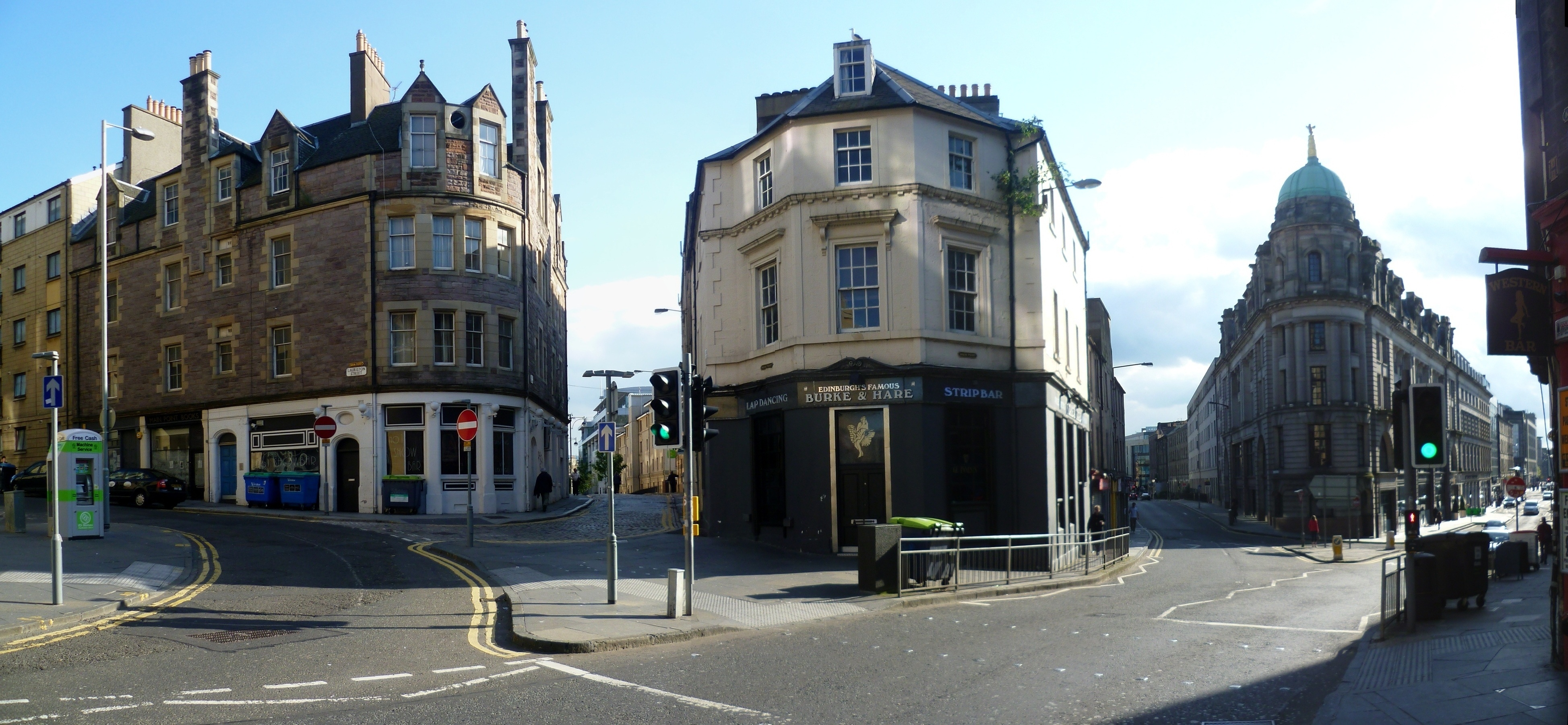
Пересеченее трех дорог, которые ведут до Карлайла, Глазго и Стерлинга

Уэст-Порт (англ. West Port) — улица в эдинбургском Старом городе (Шотландия). Улица размещена чуть южнее Эдинбургского замка и простирается от Мэин-Порта (стык Брэд-стрита, Лористон-стрита, Ист-Фаунтнбриджа и Хай-Риггза) до юго-западного угла Грассмаркета.
Название Уэст-Порт происходит от находившихся здесь ранее городских ворот, единственных в западном направлении. Сами ворота были снесены в 1786 году.